# Cincalco
Cincalco, (del náhuatl: cincalco ‘el lugar del templo del maíz divinizado’‘cintli, maíz; teotl, dios; calpulli, templo; co, lugar’), Cinteotlán (del náhuatl: cincalco ‘el lugar de Cintéotl’‘cintli, maíz; teotl, dios; titlan, lugar’), Cinteopan (del náhuatl: cinteopan ‘desde el lugar del maíz divinizado’‘cintli, maíz; teotl, dios; pam, desde’) en la mitología mexica es un paraíso donde iban los niños pequeños al morir,o personas inocentes iban al morir;también eran llamados xocoyoles o xocoytl, aquellos difuntos que voluntariamente entregaban su vida para dar nueva fuerza al maíz, porque cuando moría un infante o una infanta, se le enterraba junto a las trojes donde se guarda principalmente el grano y otros mantenimientos, este paraíso es regido por los dioses del trigo, Cintéotl, dios del maíz y Chicomecóatl, diosa de la agricultura y del mantenimiento.

## Cincalco y Cincuahco
Según autores, Cincalco es realmente una cueva, una entrada al inframundo mexica, ubicada en el interior del audiorama en las faldas del Cerro de Chapultépec, se le considera la entrada al inframundo, ahí en 1162, el año 7 Conejo, Huémac, último gobernante tolteca, se quitó la vida o al menos entró para no salir jamás, después de sufrir la decadencia y la ruina su pueblo; según la leyenda, Huémac, que gobernaba en Tula, se encontró con los tlaloque, criaturas asociados a la lluvia, y acordó con ellos un juego de pelota, del que era asiduo y hábil practicante, los tlaloque le preguntaron a Huémac qué quería ganar en el juego y Huémac confiado en su habilidad y probablemente llevado por la humana ambición, propuso a sus rivales cuentas de jade y plumas de quetzal, cuyo valor estribaba en que se usaban como moneda corriente en el comercio de la época, los tlaloque aceptaron.
Se impuso Huémac en el juego de pelota y llegó la hora de cobrar, pero los tlaloque, al fin las criaturas de la lluvia y protectores de los frutos de la tierra, le ofrecieron al rey tolteca lo que consideraban un premio más valioso: mazorcas verdes por las piedras de jade y hojas verdes también, de maíz, por las plumas de quetzal, Huémac se disgustó y exigió la recompensa prevista en la apuesta: jade legítimo y auténticas plumas de quetzal, de modo que los tlaloque no tuvieron más alternativa que cumplir con el acuerdo para no hacer enojar más al soberano. El mito de Huémac recobró fuerza en 1519, a la llegada de Hernán Cortés, cuando Moctezuma II, intentó huir por la misma gruta, como lo hiciera Huémac, donde seguía viviendo convertido en una más de las leyendas de los caudillos prodigiosamente longevos que viven ocultos y pueden volver para salvar a su pueblo.
- Datos: Q9192707